# Piec muflowy

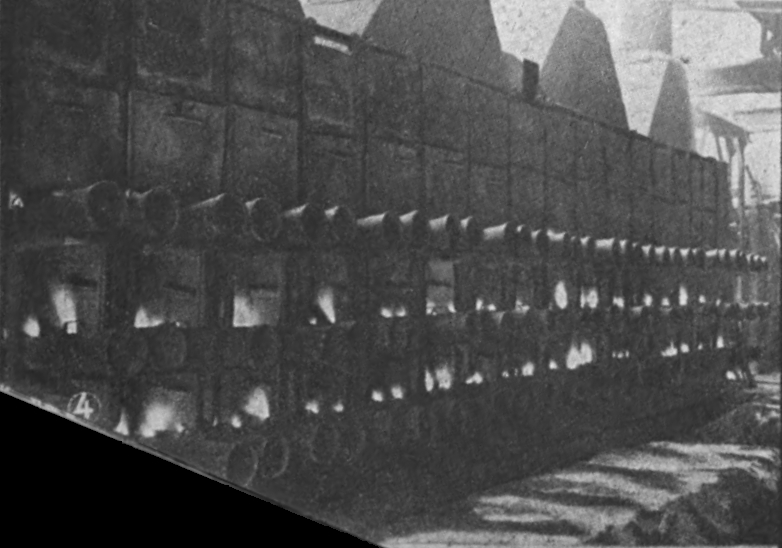
Piece muflowe, fot. sprzed 1939 roku

Piec muflowy – piec przeponowy, ogrzewany gazem lub energią elektryczną z ceramicznymi muflami ustawionymi pionowo lub poziomo, wewnątrz których zachodzi proces chemiczny. Piece takie stosuje się np. do redukcji cynkowej i w przemyśle ceramicznym. Mufle wykonane są z gliny ogniotrwałej z dodatkiem szamotu.